# 咸北線
咸北線（ハンブクせん）は、朝鮮民主主義人民共和国咸鏡北道清津市青岩区域にある青岩駅から、北上して会寧市より中華人民共和国の国境線と並行する形で豆満江沿いに南下して、羅先特別市羅津区域にある羅津駅までを結ぶ鉄道路線である。

## 概要
前述した通り、北朝鮮と中国の国境線に並行する形で同国の北東部を3/4周する路線となっている。清津青年と羅津の間は平羅線が海岸沿いに81.2kmで結んでいるが、その3.8倍もの迂回ルートである。
現在咸北線と呼ばれる路線は、日本統治時代に建設された咸鏡線・南満洲鉄道北鮮西部線・北鮮東部線・雄羅線を原型としている。すなわち、現在の咸北線のうち
- 青岩 - 三峰間：咸鏡線（咸鏡本線）の一部
- 三峰 - 南陽間：南満洲鉄道北鮮西部線
- 南陽 - 先鋒間：南満洲鉄道北鮮東部線
- 先鋒 - 羅津間：南満洲鉄道雄羅線

にあたる。その路線形成の経緯は複雑で、まず日本統治時代に朝鮮総督府鉄道局咸鏡線の延伸として1916年に清津 - 蒼坪間を開業させ、南満洲太興→図們鉄道という軽便鉄道会社が会寧から上三峰・潼関までを建設、1927年に上三峰から満洲（中国東北部）側の天図鉄道とを直接結ぶ豆満江橋梁が完成し、満洲連絡鉄道の一つとなった。しかし軌間が異なっていたことから、他の朝鮮鉄道とは直通運転ができなかった。
1929年には図們鉄道を朝鮮総督府鉄道局（鮮鉄）が買収し、会寧 - 潼関間を図們西部線とする。そしてほぼ同時に、図們東部線として日本海に面した港の雄基（現：羅先）を起点とし潼関に至る、日本と満洲東部を結ぶ短絡ルートの一つとなる路線の整備も薦められ、1929年に雄基 - 新阿山間が開業したのを皮切りに、1932年に南陽まで、1933年までに潼関までが開業し全通、図們線となった。同時に上三峰 - 潼関間も改軌された。同年には、満洲国（1932年建国）の首都新京（現：長春）から図們（南陽の対岸）までを結ぶ満洲国有鉄道（実際の経営は南満洲鉄道、通称：満鉄に委託）京図線が開業し、同年10月には豆満江（当時は図們江と呼称）に2本目の鉄道橋がかけられ、雄基 - 新京を結ぶ鉄道線が完成した。
1934年10月には、清津 - 雄基間の鉄道は満洲との結び付きが強いという事情もあり、南満洲鉄道北鮮鉄道管理局に運営が移管された。1935年には満鉄の手で、雄基に代わる日本との接続港となる羅津港（後、雄基が改名した先峰と共に統合され、羅先となる）が整備され、同時に北鮮鉄道も雄基 - 羅津間が延伸された。これらの港へは清津と共に、日本の門司・敦賀・新潟などの港から連絡船が運航されており、満鉄ではそれらの航路に接続する形で、羅津 - 新京間を結ぶ急行列車「あさひ」を1936年に運行開始している。
1940年、清津 - 上三峰間の路線については再び鮮鉄に経営移管され、元山 - 上三峰間が咸鏡線となった。この頃になると、朝鮮の中心都市京城（現：ソウル）より満洲東部黒竜江省の牡丹江を結ぶ急行列車も運行されるようになり、戦前の最盛期を迎えることとなった。
太平洋戦争の末期にはソ連軍（赤軍）の攻撃もあり、路線の一部が運休となった。終戦後、北緯38度線を境にして朝鮮半島北部にはソ連軍が進駐することとなるが、ソ連軍の圧力と人民委員会の確執もあり、復興はなかなか進まなかった。更には朝鮮戦争（1950年 - 1953年）による破壊も加わった。
同戦争後、中国とソ連の支援もあり、両国との接続路線となる咸北線は優先的に復興が行われることになった。1959年にはソ連の援助によって、豆満江の朝ソ国境に親善橋が開通、1965年に開業した平羅線とともに羅津 - 洪儀間（洪儀駅から親善橋の対岸にある豆満江駅に至る洪儀線が分岐）は、ソ連（現：ロシア）への重要ルートとしての使命をも帯びることとなる。

## 歴史
- 1916年11月5日：朝鮮総督府鉄道局により咸鏡線として清津駅（現：清津青年駅 ） - 蒼坪駅間開通[2]。
- 1917年9月16日：蒼坪駅 - 豊山駅間開通。
- 1917年11月25日：豊山駅 - 会寧駅（現：会寧青年駅）間開通。
- 1920年1月5日：会寧駅 - 上三峰駅（現：三峰駅）間開通。
- 1922年12月1日：上三峰駅 - 鍾城駅間開通。
- 1924年11月1日：鍾城駅 - 潼関鎮駅（現：江岸里駅）間開通。
- 1929年4月1日：朝鮮総督府鉄道局により図們鉄道が買収され会寧駅 - 潼関鎮駅間が図們西部線に改称。
- 1929年11月16日：図們東部線雄基駅（現：先鋒駅） - 新阿山駅間開通[3]。
- 1930年10月1日：新阿山駅 - 訓戎駅間開通。
- 1931年10月20日：訓戎駅 - 穏城駅間開通。
- 1932年11月1日：図們東部線穏城駅 - 豊利駅間開通、新会寧駅廃止、図們西部線会寧駅 - 上三峰駅間を標準軌化[4]。
- 1932年12月1日：豊利駅 - 南陽駅間開通。
- 1933年8月1日：上三峰駅 - 潼関鎮駅間を標準軌化、同時に南陽駅 - 潼関鎮駅間が開業。下三峰駅廃止。 潼関鎮駅が潼関駅に改称[5]。
- 1933年10月1日：輸城駅 - 雄基駅間が 南満洲鉄道に委託管理される。
- 1934年11月1日：清津駅 - 南陽駅間を北鮮西部線、南陽駅 - 雄基駅間を北鮮東部線に改称。
- 1935年11月1日：羅津港の整備により雄基駅 - 羅津駅間が開通し、当区間は雄羅線となる。
- 1936年：羅津駅 - 新京駅（長春駅）間にて急行列車「あさひ号」の運行開始。
- 1940年10月1日：清津駅 - 上三峰駅間が朝鮮総督府鉄道局に経営移管、当区間は咸鏡線となる。
- 1941年12月10日：東雄基駅開業。
- 1942年2月1日：清津駅付近の線路移設により清津駅 - 輸城駅間の営業距離が9.0kmから7.8kmに短縮[6]。
- 1942年2月16日：大徳駅開業[7]。
- 1944年10月1日：嘯岩駅廃止。
- 1945年4月1日：上三峰駅 - 雄基駅間が朝鮮総督府鉄道から南満洲鉄道株式会社に所有権が移転される[8]。
- 1959年8月7日：ソビエト連邦の援助により朝鮮・ロシア友情橋が開通[9]。
- 1982年2月14日：古茂山駅 - 会寧青年駅間電化開業[10]。
- 1984年9月7日：ムルゴル駅 - 羅津駅間電化開業[10]。
- 1995年2月13日：会寧青年駅 - 南陽駅間電化開業[11]。
- 2008年10月4日：ロシア鉄道ハサン駅 -  羅津駅間四線軌条化工事着工[12][13]。
- 2013年9月22日：洪儀駅 - 羅津駅間四線軌条化工事完成[14][13]。

## 運行概要
2002年現在、上三峰と対岸の中国国鉄開山屯を結ぶ鉄道のレールは撤去され、南陽と図們の間も貨物列車のみの運行となっている。羅津 - 洪儀（実際には手前より短絡線が分岐）間はシベリア鉄道と接続する重要ルートであり、平壌からモスクワへ向かう直通列車も経由する。江原線の葛麻駅を起点とし、咸北線の全区間を走破して羅津に至る列車も2002年当時は設定されており、全線を規定通りならば13時間27分で走破していた。
また、中国・韓国・北朝鮮の鉄道が採用している標準軌（1435mm軌間）と、ロシアの鉄道が採用している広軌（1524mm軌間）のレールを、ハサンから羅津までの全長55kmを四線軌条で改修する工事が2008年から行われた。この事業はロシアと北朝鮮の合資で行われた。2012年10月に全区間の改修が完了し、試運転が行われた。2013年9月22日に完成式典が行われ、石炭輸送等の直通運転が開始される予定である。ロシア側はゆくゆくは韓国の釜山までの日本海側の鉄道路線をロシアと直結する構想をもっている。
2020年には、 新型コロナウイルスの北朝鮮国内への移入を防ぐために、ロシアとの間の国際列車が運行停止となった。

## 駅一覧
| 駅名                | 駅名                | 駅名                             | 駅間キロ (km) | 班竹 からの 累計キロ (km) | 元山 からの 累計キロ (km) | 接続路線                       | 所在地     | 所在地   | 所在地   | 線籍上の路線名 |
| 日本語              | 朝鮮語              | 英語                             | 駅間キロ (km) | 班竹 からの 累計キロ (km) | 元山 からの 累計キロ (km) | 接続路線                       | 所在地     | 所在地   | 所在地   | 線籍上の路線名 |
| ------------------- | ------------------- | -------------------------------- | ------------- | ------------------------- | ------------------------- | ------------------------------ | ---------- | -------- | -------- | -------------- |
| 清津青年駅 (清津駅) | 청진청년역 (청진역) | Ch'ŏngjin Ch'ŏngnyŏn (Ch'ŏngjin) | 0.0           | -3.1                      | 531.0                     | 北朝鮮鉄道省：平羅線           | 咸鏡北道   | 清津市   | 浦港区域 | ※              |
| 青岩駅              | 청암역              | Ch'ŏng'am                        | 3.1           | 0.0                       | 534.1                     | 北朝鮮鉄道省：平羅線           | 咸鏡北道   | 清津市   | 浦港区域 | ※              |
| 青岩駅              | 청암역              | Ch'ŏng'am                        | 3.1           | 0.0                       | 534.1                     | 北朝鮮鉄道省：平羅線           | 咸鏡北道   | 清津市   | 浦港区域 | 咸北線         |
| 輸城駅              | 수성역              | Susŏng                           | 4.7           | 4.7                       | 538.8                     | 北朝鮮鉄道省：康徳線           | 咸鏡北道   | 清津市   | 松坪区域 |                |
| 石幕駅              | 석막역              | Sŏngmak                          | 5.6           | 10.3                      | 544.4                     |                                | 咸鏡北道   | 富寧郡   | 富寧郡   |                |
| 章興駅              | 장흥역              | Changhŭng                        | 7.8           | 18.1                      | 552.2                     |                                | 咸鏡北道   | 富寧郡   | 富寧郡   |                |
| 兄弟駅              | 형제역              | Hyŏngje                          | 6.0           | 24.1                      | 558.2                     |                                | 咸鏡北道   | 富寧郡   | 富寧郡   |                |
| 富寧駅              | 부령역              | Puryŏng                          | 8.5           | 32.6                      | 566.7                     |                                | 咸鏡北道   | 富寧郡   | 富寧郡   |                |
| 古茂山駅            | 고무산역            | Komusan                          | 6.3           | 38.9                      | 573.0                     | 北朝鮮鉄道省：茂山線           | 咸鏡北道   | 富寧郡   | 富寧郡   |                |
| 石峰駅              | 석봉역              | Sŏkpong                          | 5.8           | 44.7                      | 578.8                     |                                | 咸鏡北道   | 富寧郡   | 富寧郡   |                |
| 蒼坪駅              | 창평역              | Ch'angp'yŏng                     | 6.7           | 51.4                      | 585.5                     |                                | 咸鏡北道   | 富寧郡   | 富寧郡   |                |
| 全巨里駅            | 전거리역            | Chŏn'gŏ-ri                       | 7.3           | 58.7                      | 592.8                     |                                | 咸鏡北道   | 会寧市   | 会寧市   |                |
| 豊山駅              | 풍산역              | P'ungsan                         | 6.1           | 64.8                      | 598.9                     |                                | 咸鏡北道   | 会寧市   | 会寧市   |                |
| 昌斗駅              | 창두역              | Ch'angdu                         | 4.6           | 69.4                      | 603.5                     |                                | 咸鏡北道   | 会寧市   | 会寧市   |                |
| 中島駅              | 중도역              | Chungdo                          | 7.0           | 76.4                      | 610.5                     |                                | 咸鏡北道   | 会寧市   | 会寧市   |                |
| 大徳駅              | 대덕역              | Taedŏk                           | 6.0           | 82.4                      | 616.5                     |                                | 咸鏡北道   | 会寧市   | 会寧市   |                |
| 会寧青年駅 (会寧駅) | 회령청년역 (회령역) | Hoeryŏng Ch'ŏngnyŏn (Hoeryŏng)   | 7.1           | 89.5                      | 623.6                     | 北朝鮮鉄道省：会寧炭鉱線       | 咸鏡北道   | 会寧市   | 会寧市   |                |
| 金生駅              | 금생역              | Kŭmsaeng                         | 3.7           | 93.2                      | 627.3                     |                                | 咸鏡北道   | 会寧市   | 会寧市   |                |
| 高嶺鎮駅            | 고령진역            | Koryŏngjin                       | 5.7           | 98.9                      | 633.0                     |                                | 咸鏡北道   | 会寧市   | 会寧市   |                |
| 新鶴浦駅            | 신학포역            | Sinhakp'o                        | 5.4           | 104.3                     | 638.4                     | 北朝鮮鉄道省：細川線           | 咸鏡北道   | 会寧市   | 会寧市   |                |
| 鶴浦駅              | 학포역              | Hakp'o                           | 2.9           | 107.2                     | 641.3                     |                                | 咸鏡北道   | 会寧市   | 会寧市   |                |
| 新田駅              | 신전역              | Sinjŏn                           | 9.4           | 116.6                     | 650.7                     |                                | 咸鏡北道   | 会寧市   | 会寧市   |                |
| 間坪駅              | 간평역              | Kanp'yŏng                        | 6.4           | 123.0                     | 657.1                     |                                | 咸鏡北道   | 会寧市   | 会寧市   |                |
| 三峰駅 (上三峰駅)   | 삼봉역 (상삼봉역)   | Sambong (Sangsambong)            | 6.9           | 129.9                     | 664.0                     |                                | 咸鏡北道   | 穏城郡   | 穏城郡   |                |
| 三峰駅 (上三峰駅)   | 삼봉역 (상삼봉역)   | Sambong (Sangsambong)            | 6.9           | 129.9                     | 三峰から 0.0              |                                | 咸鏡北道   | 穏城郡   | 穏城郡   |                |
| 鍾城駅              | 종성역              | Chongsŏn                         | 9.1           | 139.0                     | 9.1                       | 北朝鮮鉄道省：東浦線           | 咸鏡北道   | 穏城郡   | 穏城郡   |                |
| 江岸里駅 (潼関駅)   | 강안리역 (동관역)   | Kangal-li (Tonggwan)             | 8.2           | 147.2                     | 17.3                      | 北朝鮮鉄道省：城坪線           | 咸鏡北道   | 穏城郡   | 穏城郡   |                |
| 水口浦駅            | 수구포역            | Sugup'o                          | 5.9           | 153.1                     | 23.2                      |                                | 咸鏡北道   | 穏城郡   | 穏城郡   |                |
| 江陽駅              | 강양역              | Kangyang                         | 6.7           | 159.8                     | 29.9                      |                                | 咸鏡北道   | 穏城郡   | 穏城郡   |                |
| 南陽駅              | 남양역              | Namyang                          | 6.1           | 165.9                     | 36.0                      | 北朝鮮鉄道省：南陽国境線       | 咸鏡北道   | 穏城郡   | 穏城郡   |                |
| 南陽駅              | 남양역              | Namyang                          | 6.1           | 165.9                     | 図們から 3.3              | 北朝鮮鉄道省：南陽国境線       | 咸鏡北道   | 穏城郡   | 穏城郡   |                |
| 豊利駅              | 풍리역              | P'ungri                          | 3.9           | 169.8                     | 7.2                       |                                | 咸鏡北道   | 穏城郡   | 穏城郡   |                |
| 世仙駅              | 세선역              | Sesŏn                            | 6.1           | 175.9                     | 13.3                      |                                | 咸鏡北道   | 穏城郡   | 穏城郡   |                |
| 穏城駅              | 온성역              | Unsŏng                           | 4.5           | 180.4                     | 17.8                      |                                | 咸鏡北道   | 穏城郡   | 穏城郡   |                |
| 豊仁駅              | 풍인역              | P'ungin                          | 5.5           | 185.9                     | 23.3                      |                                | 咸鏡北道   | 穏城郡   | 穏城郡   |                |
| 黄坡駅              | 황파역              | Hwangp'a                         | 9.6           | 195.5                     | 32.9                      |                                | 咸鏡北道   | 穏城郡   | 穏城郡   |                |
| 訓戎駅              | 훈융역              | Hunyung                          | 9.6           | 205.1                     | 42.5                      |                                | 咸鏡北道   | 慶源郡   | 慶源郡   |                |
| 下面駅              | 하면역              | Hamyŏn                           | 5.4           | 210.5                     | 47.9                      |                                | 咸鏡北道   | 慶源郡   | 慶源郡   |                |
| 慶源駅 (セビョル駅) | 경원역 (새별역)     | Kyŏngwŏn (Saebyŏl)               | 4.3           | 214.8                     | 52.2                      |                                | 咸鏡北道   | 慶源郡   | 慶源郡   |                |
| 農圃駅              | 농포역              | Nongp'o                          | 7.3           | 222.1                     | 59.5                      |                                | 咸鏡北道   | 慶源郡   | 慶源郡   |                |
| 龍堂里駅 (承良駅)   | 동당리역 (승량역)   | Ryongdang-ri (Sŭngryang)         | 3.8           | 225.9                     | 63.3                      |                                | 咸鏡北道   | 慶源郡   | 慶源郡   |                |
| 新乾駅              | 신건역              | Singŏn                           | 8.4           | 234.3                     | 71.7                      | 北朝鮮鉄道省：古乾原線         | 咸鏡北道   | 慶源郡   | 慶源郡   |                |
| 新阿山駅            | 신아산역            | Sinasan                          | 10.6          | 244.9                     | 82.3                      |                                | 咸鏡北道   | 慶興郡   | 慶興郡   |                |
| 松鶴駅              | 송학역              | Songhak                          | 7.3           | 252.2                     | 89.6                      | 北朝鮮鉄道省：チュンドゥ線     | 咸鏡北道   | 慶興郡   | 慶興郡   |                |
| 鶴松駅 (阿吾地駅)   | 학송역 (아오지역)   | Haksong (Aoji)                   | 5.9           | 258.1                     | 95.5                      | 北朝鮮鉄道省：灰岩線           | 咸鏡北道   | 慶興郡   | 慶興郡   |                |
| 青鶴駅              | 청학역              | Ch'ŏnghak                        | 8.7           | 266.8                     | 104.2                     |                                | 羅先特別市 | 先鋒区域 | 先鋒区域 |                |
| 四会駅              | 사회역              | Sahoe                            | 9.7           | 276.5                     | 113.9                     |                                | 羅先特別市 | 先鋒区域 | 先鋒区域 |                |
| 洪儀駅              | 홍의역              | Hong'ŭi                          | 6.0           | 282.5                     | 119.9                     | 北朝鮮鉄道省：洪儀線           | 羅先特別市 | 先鋒区域 | 先鋒区域 |                |
| ムルゴル駅          | 물골역              | Mulgol                           | 1.0           | 283.5                     | 120.9                     | 北朝鮮鉄道省：豆満江線         | 羅先特別市 | 先鋒区域 | 先鋒区域 |                |
| 九龍坪駅            | 구룡평역            | Kuryongp'yŏng                    | 6.1           | 289.6                     | 127.0                     |                                | 羅先特別市 | 先鋒区域 | 先鋒区域 |                |
| 雄尚駅              | 웅상역              | Ungsang                          | 8.0           | 297.6                     | 135.0                     |                                | 羅先特別市 | 先鋒区域 | 先鋒区域 |                |
| 東先鋒駅 (東雄基駅) | 동선봉역 (동웅기역) | Tongsŏngbong (Tong'unggi)        | 7.4           | 305.0                     | 142.4                     |                                | 羅先特別市 | 先鋒区域 | 先鋒区域 |                |
| 先鋒駅 (雄基駅)     | 선봉역 (웅기역)     | Sŏngbong (Unggi)                 | 4.9           | 309.9                     | 147.3                     | 北朝鮮鉄道省：勝利線           | 羅先特別市 | 先鋒区域 | 先鋒区域 |                |
| 先鋒駅 (雄基駅)     | 선봉역 (웅기역)     | Sŏngbong (Unggi)                 | 4.9           | 309.9                     | 先鋒から 0.0              | 北朝鮮鉄道省：勝利線           | 羅先特別市 | 先鋒区域 | 先鋒区域 |                |
| 寛谷駅              | 관곡역              | Kwan'gok                         | 6.2           | 316.1                     | 6.2                       |                                | 羅先特別市 | 羅津区域 | 羅津区域 |                |
| 雄羅駅              | 웅라역              | Ungra                            | 6.1           | 322.3                     | 12.3                      |                                | 羅先特別市 | 羅津区域 | 羅津区域 |                |
| 羅津駅              | 라진역              | Rajin                            | 2.8           | 325.1                     | 15.1                      | 北朝鮮鉄道省：平羅線・羅津港線 | 羅先特別市 | 羅津区域 | 羅津区域 |                |

- ※：清津青年駅 - 青岩駅間は平羅線であるが、全列車が清津青年駅まで乗り入れる。

### 廃止された支線
南羅津支線
羅津駅 (0.0km) - 南羅津駅(남라진역) (3.0km)
- 駅は全て羅先特別市に位置していた。廃止当時の所在地は咸鏡北道羅津府だった。

### 廃駅
- 新会寧駅(신회령역) - 会寧青年駅と金生駅との間に存在した。廃止当時は咸鏡北道会寧市に位置していた。（青岩起点90.4km）
- 下三峰駅(하삼봉역) - 三峰駅と鍾城駅の間に存在した。廃止当時は咸鏡北道穏城郡に位置していた。（青岩起点133.1km）
- 嘯岩駅(소암역) - 鍾城駅と江岸里駅との間に存在した。廃止当時は咸鏡北道穏城郡に位置していた。（青岩起点144.3km）

## 参考資料
- 国分隼人（2007年）. 『将軍様の鉄道 北朝鮮鉄道事情』, 新潮社. ISBN 9784103037316
- 鉄道省 編, 『鉄道停車場一覧. 昭和12年10月1日現在』, 1937, p503〜505